# نرم‌استخوانی
استئومالاسی (به انگلیسی: Osteomalacia) یا نرم‌استخوانی، کانی‌سازی تأخیری و ناکافیِ استخوان در افراد بالغ است.

## بیماری‌زایی
علت اصلی آن کمبود ویتامین D است. سوء تغذیه و کمبود کلسیم یا فسفر، اختلالات آنزیمیِ ارثی (بیماران مقاوم به ویتامین دی)، یا بیماری‌هایی نظیر امراض متابولیکی کبد، نارسایی مزمن کلیه، مصرف بعضی داروها ازجمله داروهای ضد صرع، سندرم‌های سوءجذب مانند سلیاک و سرطان‌ها سایر علل نرمی استخوان هستند.
در این بیماری، به‌علت عدم کلسیفیه شدن صحیح بافت استخوان، شکل و استحکام استخوان طبیعی نیست. استئومالاسی مشابه بیماری راشیتیسم کودکان است. البته در سنین بالا، صفحه رشد استخوان‌ها بسته می‌شود لذا استئومالاسی برخلاف راشیتیسم بر روی صفحه رشد استخوان و رشد طولی استخوان‌های دراز اثری ندارد.
بیماری در خانم‌ها نسبت به آقایان و در زمستان و اوایل بهار شایع‌تر است.

## علائم بالینی
شروع بیماری با کمردرد و دردهای اندام‌هاست. سپس شکستگی کاذب، پوک‌شدگی استخوان‌ها، ضعف عضلانی و دردهای عضلانی و مفصلی در بلندمدت ممکن است در ستون فقرات انحراف و قوز (کیفوز) یا لوردوز و در استخوان‌های دراز کمانی شدن مشاهده شود.
علائم رادیولوژیک نرمی استخوان به‌صورت تغییر شکل مهره‌های ستون فقرات، استخوان لگن، استخوان ران و کتف و شکستگیهای کاذب مشخص می‌شود. این علائم معمولاً در مراحل پیشرفته بیماری دیده می‌شوند. کاهش معنی‌دار در میزان کلسیم (Ca)، فسفر (P)، افزایش آلکالن فسفاتاز (ALKP)، پاراتورمون سرم (PTH) نسبت به دامنه طبیعی.
درمان استئومالاسی مصرف خوراکی کلسی تریول و کلسیم یا تزریق عضلانی ویتامین D است. مصرف لبنیات و سبزیجات (حاوی کلسیم و ویتامین دی) و ورزش توصیه می‌شود.